# Robert McManus
Robert Joseph McManus (ur. 5 lipca 1951 w Providence, Rhode Island) – amerykański duchowny katolicki, biskup Worcester w metropolii Boston od 2004.

## Życiorys
Do kapłaństwa przygotowywał się w Warwick, ukończył również Katolicki Uniwersytet Ameryki i Uniwersytet Gregoriański w Rzymie. Święcenia kapłańskie otrzymał 27 maja 1978. Kolejne dwadzieścia lat poświęcił służbie duszpasterskiej w rodzinnej diecezji Providence. W roku 1997 otrzymał tytuł prałata. Od 1998 rektor seminarium w Providence.
1 grudnia 1998 mianowany biskupem pomocniczym Providence ze stolicą tytularną Allegheny. Sakry udzielił mu bp Robert Mulvee, ówczesny ordynariusz Providence. Po sakrze nadal kierował seminarium w Providence.
9 marca 2004 został wyznaczony na ordynariusza Worcester w Massachusetts. 14 maja 2004 kanonicznie objął urząd.